# Байсерке (село)
Байсерке́ (каз. Байсерке, до 2000 г. — Дмитриевка) — село в Казахстане, административный центр Байсеркенского сельского округа Илийского района Алматинской области. Расположено в 10 км к северу от Алматы. Динамично развивающий сельскохозяйственный и промышленный регион. По периметру села расположены ряд новых промышленных и логистических предприятий, крупные таможенные склады временного хранения. Через село проходят международные автомобильные и железнодорожные коридоры транснационального инфраструктурного проекта "Западная Европа – Западный Китай". В 2 км от села Байсерке расположен один из самых крупных в республике пригородных дачных массивов, так называемые “Дмитриевские дачи”  куда входят потребительские кооперативы: ПК “Энергетик”, ПКСТ “Дружба”, ПКСТ “Геолог”, ПКСТ “Механизатор”, ПКСТ “Пчелка” с общим количеством домов более 2000 единиц.

## История
Село возникло как железнодорожная станция в связи со строительством Туркистано-Сибирской железной дороги (Турксиб). Названо в честь народного композитора Байсерке Кулышулы.

## Административное деление
В состав села Байсерке входит 21 дачный массив: «Победа» ; «Союз» ; «Арман» ; «Рассвет» ; «Рассвет-2» ; «Пчелка» ; «Су-Шар» ; «Заря Ветеран» ; «Карагай» ; «Механизатор» ; «Дружба» ; «Энергетик» ; «Жулдыз» ; «Вагонник» ; «Вагонник-1» ; «Шыгыс» ; «Железнодорожник» ; «А.Д.Т» ; «Гудок» ; «Енбек» ; «Радуга».

## Население
В 1999 году население села составляло 8673 человека (4164 мужчины и 4509 женщин). По данным переписи 2009 года в селе проживали 15124 человека (7490 мужчин и 7634 женщины).